# 花蓮港
花蓮港，位於臺灣花蓮縣花蓮市，為臺灣的國際商港之一。東臨太平洋，西倚中央山脈，是一個由東、西防波堤合攏而成的人工港。1939年興建完成，民國52年9月1日（1963年）開放為國際商港，成立花蓮港務局。現有碼頭25座，年裝卸量可達3,400萬噸，另有倉庫六棟十五間、堆貨場三十八處、臨時貨櫃集散站一座、港勤拖船四艘、及交通艇一艘，港埠設施極為完備，足以擔負東部地區產業發展及港埠輸運功能。該港貨源主要以區域特性之大宗貨物為主，如砂石、水泥及其熟料等，旁有花蓮漁港。
自2012年3月起，由臺灣港務公司花蓮港務分公司管理。
因基隆臨港線廢除，台鐵新引進之列車會從台中港的台中港線及本港的花蓮港線吊運下船。案例包括城際列車EMU3000型（2021年起）及通勤電聯車EMU900型（2020年起；僅限EMU901及EMU902）。

## 歷史

1963年9月1日花蓮港開放為國際港典禮，美國海軍軍艦來賀

花蓮港是「洄瀾港」的諧音。清朝嘉慶十七年（西元1812年），部份漢人開始從宜蘭移墾，見岸際溪水日夜奔注，時刻與海浪衝擊而形成縈迴的狀態，遂稱之為「洄瀾港」。「洄瀾港」諧音為「花蓮港」則見於清同治十三年（西元1874年），沈葆楨奏請開後山路、設撫墾委員：「分東台為三路，以總兵吳光亮辦之。南為卑南，中為璞石閣，北為花蓮港。」又：「木瓜最悍，以窮來歸，乃以宣武左右兩軍，分成東澳、大南澳、大濁水、得其黎、新城、加禮宛、花蓮港、吳全城等，以備不虞。」花蓮港之名由此而來。
在台灣日治時期，1931年蘇澳與花蓮港間道路修築完成（現今蘇花公路，為台9線的一段），使得花蓮港與台灣北部地方的陸路聯繫為之暢通，然而在貨物的運輸仍未見方便。台灣總督府認為此問題未能解決，東台灣的運輸設施仍無法臻至完備，對地方開發仍存在極大的障礙。
因此在時任花蓮港廳長江口良三郎的爭取下，自同年度起8年之間，以總經費742萬日圓開始修築花蓮港街米崙（現名美崙）的商港，分七年工期興建，不過後來又因預算問題而延期兩年，最後第一期工程於1939年10月2日正式開港，完成了三座碼頭可供3,000噸級貨輪停泊。工程採「陸掘式港灣」設計，期間總共挖出178萬立方公尺的土方，是日本史上第一座現代化陸掘式港灣。1940年東部水力發電完成，計畫大量設立鋁業、電氣、氮氣、金屬精煉等臨港工業，擴建港口殊感需要，乃以500萬日圓開始第二期築港工程，預定於1944年竣工，但因太平洋戰爭關係，工程無形停頓。 
於蘇花公路未拓寬而進行雙向管制及北迴鐵路未興建時期，來往本港及基隆港的花蓮輪曾為花蓮地區最重要的對外交通。
花蓮港距世界航運最頻繁之航道－－太平洋主航道僅需二個小時。花蓮港對於花蓮經濟相當重要，許多知名企業設廠於花蓮港周遭的美崙地區，如台灣水泥、亞洲水泥、台灣肥料、中國鋼鐵及眾多大理石材廠。
花蓮港戰後初期每年裝卸量只有幾十萬噸，進港船隻只有幾百艘；公元2000年每年裝卸量已有一千七百多萬噸，進港船隻已達兩千餘艘。從虧損到盈餘，穩健進步，配合「東砂西（北）運」政策，紓解北部地區砂石短缺的問題。但位在秀林鄉和平村的和平水泥專用港開始營運，花蓮港的運量略有衰退。
在2001年與日本石垣港締結為姊妹港。2012年3月1日隨者臺灣港務公司成立，花蓮港務局改制為臺灣港務公司花蓮港務分公司。
2017年11月11日，迎接自開港以來最大的郵輪「海洋贊禮號」進港。因麗娜輪每周僅兩班次，且單程僅能載運700餘人，難以應付日增旅客之需求，因此在港務局的推動下，藍鵲輪花蓮往返蘇澳將於2019年9月正式啟航，但後續皆停航。

## 周邊交通

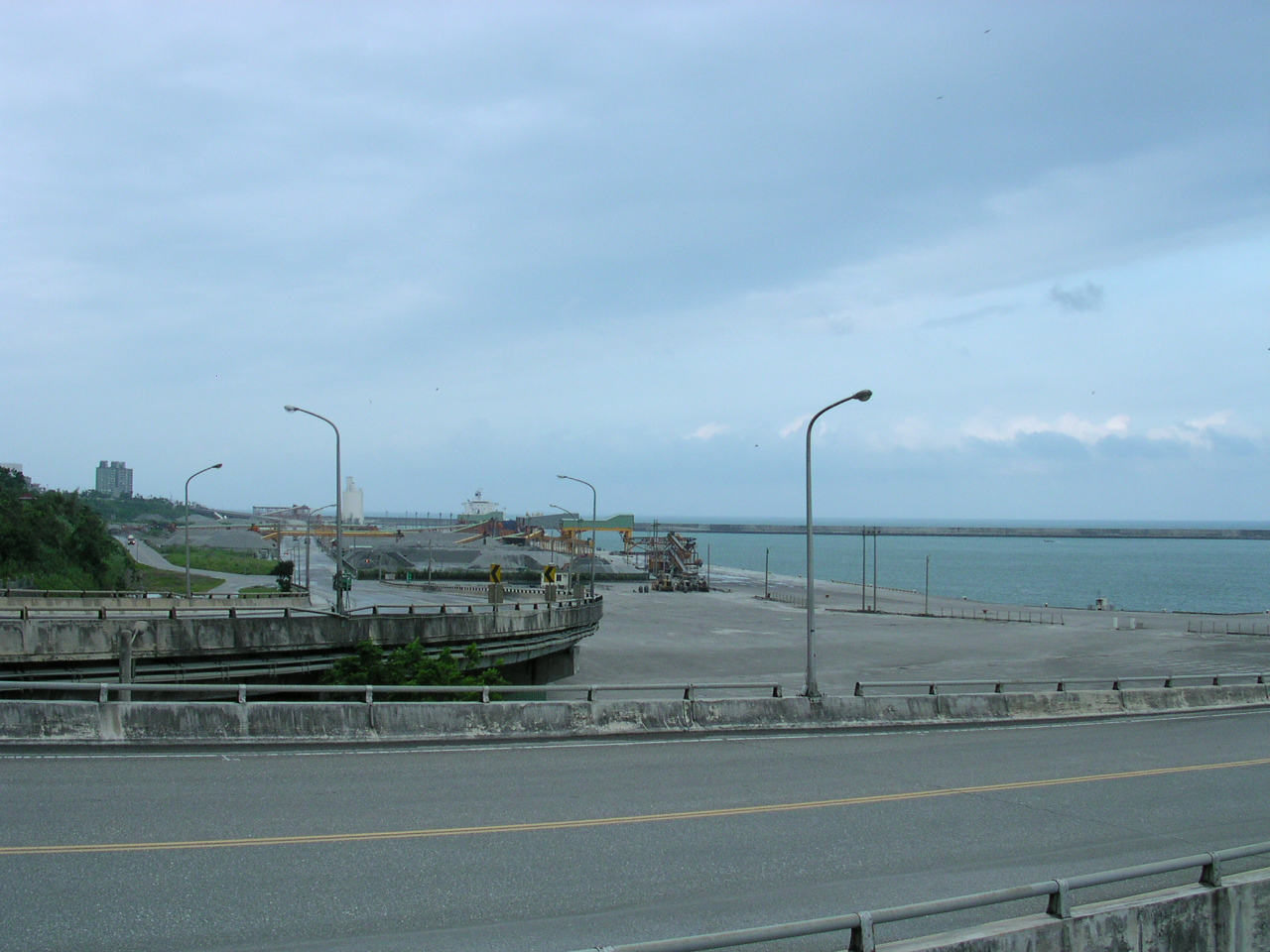
花蓮港港區一景

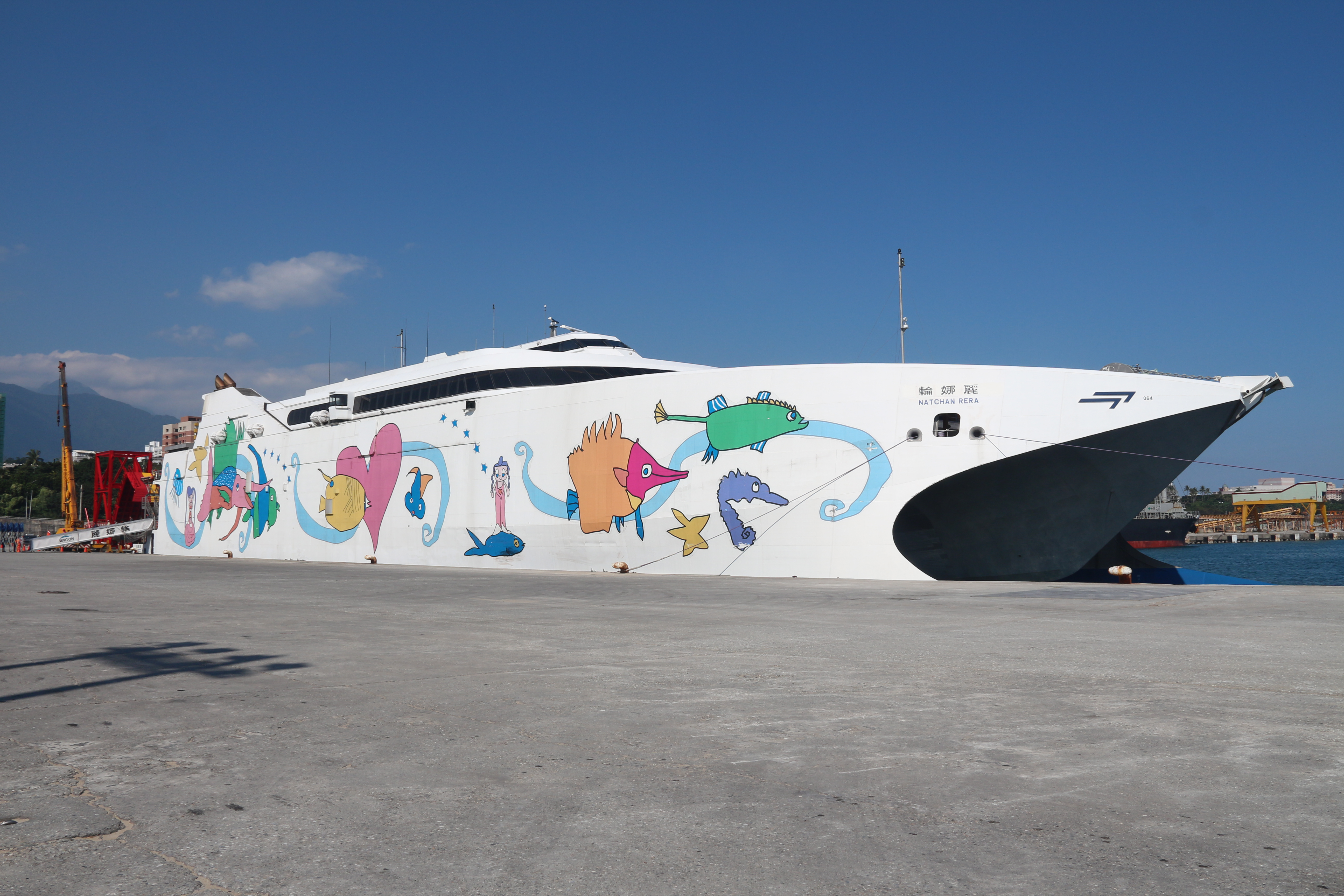
麗娜輪於花蓮港

### 公路
- 台9線
  - 蘇花公路（蘇澳—花蓮段）
- 縣道193號
- 花蓮縣市區公車

### 鐵路
- 臺灣鐵路管理局
  - 花蓮臨港線（貨運線）
    - 花蓮港車站（貨運線）

## 姊妹港
- 美国 勃朗斯威爾港 1994年2月18日締結
- 美国 長堤港 1982年2月16日締結
- 日本 石垣港   2001年10月25日締結[20]

## 相關網站
- 台灣港務公司花蓮港分公司 （页面存档备份，存于）
- 24H全天監視花蓮港即時影像 （页面存档备份，存于）